# Abadía de Vadstena

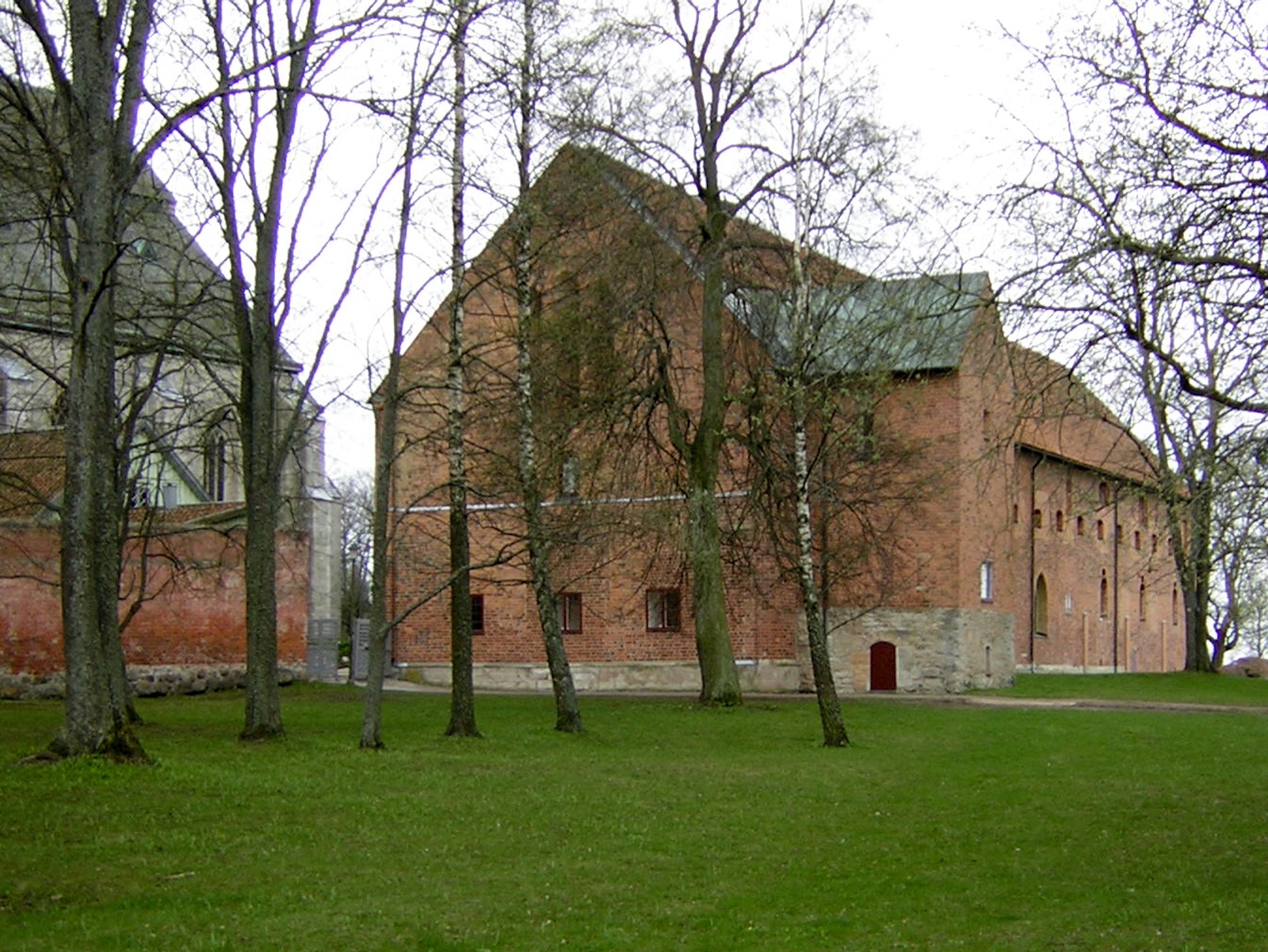
El Convento de Vadstena.

El Convento de Vadstena es un monasterio católico situado en la localidad de Vadstena, Suecia. Originalmente era un palacio perteneciente a la Dinastía Folkung, reinante en Suecia en los siglos XIII y XIV. Los reyes Magnus Eriksson y Blanca de Namur cedieron el palacio a Santa Brígida para que fuese habilitado como convento. La cesión se manifestó en el testamento sueco de los monarcas en 1346 y en el testamento noruego de 1347. Los reyes solicitaron que, a su muerte, los monjes orasen por la salvación de sus almas.
En 1370 fueron aprobados los planes de Santa Brígida de crear la Orden del Santísimo Salvador y comenzaron los planes de habilitación del nuevo convento. Sin embargo, éste no pudo ser consagrado hasta 1384, más de diez años después de la muerte de Santa Brígida.
Según las instrucciones de Brígida, el convento se compondría de un sector femenino, con 60 monjas, y uno masculino, con 25 monjes; con una abadesa y un confesor, este último designado por la abadesa. Así, las monjas tendrían acceso a la confesión y a las misas.
Tras la canonización de Brígida en 1391, el convento se convirtió en el centro espiritual más importante de toda Suecia y fue favorecido con donaciones por la familia real. En 1430 se consagró su templo y en 1495 se instaló una imprenta, la primera de Suecia, que sería destruida meses después por un incendio.
En 1543, durante el reinado de Gustavo Vasa y la puesta en marcha de la reforma protestante en el país, el convento fue seriamente dañado y sus numerosos libros fueron saqueados.
El convento permaneció como tal hasta 1595, cuando las últimas monjas fueron desterradas a Polonia y Suecia se hubo convertido en un país  luterano. La última monja de Vadstena falleció en Polonia en 1638.
La orden brigidina regresó a Suecia en 1935, bajo el mando de Elisabeth Hesselblad, quien estableció allí una casa de reposo de la orden. El convento se unió en 1963 al convento brigidino de Uden, en los Países Bajos, perteneciente a una rama medieval de la orden. En 1988 se independizó y en 1991 fue ordenada la primera abadesa desde 1595. Hoy es un convento de monjas llamado Pax Mariae.
- Datos: Q513949
- Multimedia: Vadstena Monastery / Q513949